# Paula da Bélgica

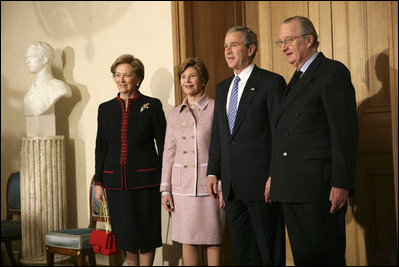
Paula, durante a visita dos Bush em fevereiro de 2005

Paula Margarida Maria Antonia Consiglia (em italiano: Paola Margherita Maria Antonia Consiglia; Forte dei Marmi, 11 de setembro de 1937), nascida Princesa Ruffo de Calábria, é a esposa do antigo rei belga Alberto II e mãe do atual monarca, Filipe I.

## Família e educação
Filha mais nova dos sete que tiveram o príncipe Fulco Ruffo di Calabria, 6.° duque de Guardia Lombarda (1884-1946), e a sua mulher, a condessa Luisa Gazelli di Rossana e di Sebastiano (1896-1989). Paola tem ascendência italiana e belga. Por via manterna, Paola descende de Gilbert du Motier, Marquês de La Fayette.
Ela passou toda a sua juventude em Roma, onde completou a educação secundária em latim e grego.

## Casamento e filhos
Em novembro de 1958, durante a coroação do Papa João XXIII, Paula conheceu Alberto, príncipe de Liège, o segundo filho de Leopoldo III da Bélgica. Eles se casaram no dia 2 de julho de 1959, em Bruxelas. O casal teve três filhos:
- Filipe, nascido em 15 de abril de 1960, monarca desde 21 de julho de 2013;
- Astrid, nascida em 5 de junho de 1962;
- Lourenço, nascido em 19 de outubro de 1963.

## Funções
Embora a constituição belga não determine nenhum dever oficial em particular para a rainha, Paula sempre esteve próxima da vida pública de seu país e ajuda o seu marido em suas funções como Chefe de Estado, realizando visitas ao exterior e a instituições, mantendo contato com a população e lidando com vários grupos da sociedade em atividades culturais e sociais.
Em dezembro de 1992, foi criada a Fundação Rainha Paula, que tem como objetivo angariar fundos para organizações que visem à reintegração de jovens com problemas à sociedade.
A 13 de dezembro de 1999 recebeu a Grã-Cruz da Ordem Militar de Cristo.
Em abril de 2002, a rainha Paula foi feita presidente honorária da Child Focus, uma instituição de caridade que procura crianças desaparecidas, orienta pais preocupados e combate o abuso sexual.

## Condecorações

Monograma da rainha Paola da Bélgica

- Ordem de Santo Olavo
- Ordem Militar de Cristo
- Ordem Real de Leopoldo III

## Títulos
- 1937 - 1959: Sua Alteza Sereníssima, a Princesa Paula de Calábria
- 1959 - 1993: Sua Alteza Real, a Princesa de Liège
- 1993 - 2013: Sua Majestade, a Rainha dos Belgas
- 2013 - presente: Sua Majestade, a Rainha Paula da Bélgica

## Armas
| Brasão de Aliança de Armas de Rei Alberto II e Rainha Paola da Bélgica | Brasão de armas da Aliança do ex-rei Alberto e Rainha Paola da Bélgica Desde 2019 | Monograma Real da Rainha Paola da Bélgica | Dual Cypher do Rei Alberto II e Rainha Paola da Bélgica |